# فینال‌های ان‌بی‌ای ۲۰۱۹
فینال‌های ان‌بی‌ای ۲۰۱۹ (انگلیسی: 2019 NBA Finals)، سری قهرمانی لیگ بسکتبال حرفه‌ای آمریکا (ان‌بی‌ای) در فصل ۱۹–۲۰۱۸ و پایان‌بخش پلی‌آف‌های این فصل بود. در این سری که از ۳۰ مه تا ۱۳ ژوئن ۲۰۱۹ برگزار شد، تورنتو رپترز (قهرمان کنفرانس شرق) توانست گلدن استیت واریرز (مدافع دو سال عنوان قهرمانی و قهرمان کنفرانس غرب) را با نتیجه ۴–۲ شکست دهد. این قهرمانی، نخستین قهرمانی ان‌بی‌ای در تاریخ رپترز و اولین قهرمانی یک تیم خارج از ایالات متحده در تاریخ لیگ بود. کووای لنارد که پیش از آغاز فصل در تبادل بازیکنان به رپترز پیوسته بود، برای دومین بار در کارنامه خود به عنوان باارزش‌ترین بازیکن فینال‌ها (MVP) انتخاب شد.